# خضرآباد (اشکذر)
خضرآباد شهری در بخش خضرآباد شهرستان اشکذر استان یزد ایران است.

## جمعیت
بر پایه سرشماری عمومی نفوس و مسکن در سال ۱۳۹۵ جمعیت این مکان ۵۳۵ نفر (۱۶۳ خانوار) بوده‌است؛ که با این حساب، این شهر جزو ۱۰ شهر دارای کمتر از ۱۰۰۰ نفر جمعیت در ایران است.